# 清村耕次
清村 耕次（きよむら こうじ、1925年6月27日 - 1966年2月1日）は、日本の俳優。新潟県出身。本名は鈴木重則。人気ドラマにレギュラー出演していたが40歳で自死した。

## 人物・略歴
小学生時代に役者を志し、1937年に児童劇団『劇団東童』に入団し初舞台。1941年、NHKラジオ第1放送の『こどもの時間』にレギュラー出演。1943年に駿台商業学校を卒業。翌1944年に出征、終戦当時はソ連の国境にいたためソ連軍の捕虜となり、シベリア抑留に遭う。
1946年に復員し、再建された新協劇団に入団。1953年に松竹制作の『雲ながるる果てに』で映画初出演。
1954年10月、木村功や岡田英次らと共に劇団青俳の結成に参加。その後は映画・テレビで脇役として活躍。特にNHKのテレビドラマ『事件記者』では新日本タイムスの荒木記者（通称：おとぼけのアラさん）役でレギュラー出演し、人気を博した。
1965年5月に体調不良で入院、胃がんの兆候が認められ2か月治療を受けたが病状が変わらず、再入院を希望して所属の劇団青俳に退団を申し出たが、経営が悪化していた劇団側がこれを受理せず、出番の直前まで横になっている状況のなか働き続けていた。
1966年1月31日夕方、『事件記者』第271話「執念」の収録を終えて帰宅、翌2月1日午前2時半頃、自宅の寝室で急死。当初は過労による心臓麻痺と報道されたが、数日後に実は首吊り自殺であった事が判明。急病死での発表は劇団側の勧めで遺族も同意の上だったが、後日、劇団幹部の不誠実さに憤慨した妻が暴露した。

## 主な出演作品

### テレビドラマ
- ビルマの竪琴（1955年、NHK）
- 小鳥寺（1957年、NTV）
- お好み日曜座 / にしん場（1958年、NHK）
- 事件記者（1958年 - 1966年、NHK） - 新日本タイムス記者・荒木
- 私は貝になりたい（1958年、KRT） - 木村軍曹
- テレビ劇場（NHK）
  - 恋文（1959年）
  - ばちあたり（1960年）
- 剣豪秘伝 第20話「清兵衛の最後」（1960年、NET）
- ミステリー 影 / くずれる（1960年、NET）
- 西鶴物語 第12話「長持の行方」・第21話「相惚れ女郎」（1961年、NET）
- NECサンデー劇場（NET）
  - 奈穂子（1961年）
  - 消えたフットライト（1961年）
- 東芝日曜劇場（TBS）
  - 第247回「上り勾配」（1961年、RKB）
  - 第327回「ふりむけばひとり」（1963年）
  - 第381回「女優シリーズ 雪女」（1964年）
- ドキュメンタリードラマ / 指名手配 第93回「鉄火場」（1961年、NET）
- テレビ指定席（NHK）
  - 賭ける（1961年）
  - マッチ箱の家（1962年）
  - 町が呼んでいる（1962年）
  - 海の畑（1963年）
  - ある結婚（1963年）
  - 孤独の空（1963年）
- 青年弁護士 第5話「灰色の過去」（1963年、NTV / 東映）
- 文芸劇場 第59回「江戸文学シリーズ 世はさまざまの」（1963年、NHK）
- 父子鷹（1964年、TBS） ※中村竹弥版
- 剣は知っていた（1965年、CX）
- 近鉄金曜劇場 / 岡田茉莉子シリーズ 居留地の女（1965年、TBS）
- 東京警備指令 ザ・ガードマン 第27話「不敵な逃亡者」（1965年、TBS）
- 黄色い風土（1965年 - 1966年、NET / 東映）

### 映画
- 雲ながるる果てに（1953年、松竹） - 北中尉
- 億万長者（1954年、新東宝） - 運転手
- ここに泉あり（1955年、中央映画） - 幸二
- 多羅尾伴内 戦慄の七仮面（1956年、東映東京） - 大原健二
- 泉（1956年、松竹） - 村の青年
- 雪崩（1956年、東映東京） - 村の青年よし造
- 台風騒動記（1956年、松竹） - 川崎正二
- 米（1957年、東映東京） - 五郎
- 警視庁物語シリーズ（東映東京） 
  - 上野発五時三五分（1957年） - 若者
  - 夜の野獣（1957年） - 運転手
  - 一〇八号車（1959年） - 新聞記者
  - 深夜便130列車（1960年） - ライトバンの運転手
  - 不在証明 十五才の女（1961年） - 仙吉
- 純愛物語（1957年、東映東京） - 少年院自動車教官
- 一丁目一番地 第一部・第二部（1958年、東映東京） - 千太の兄貴分
- 裸の太陽（1958年、東映東京） - 北川
- 点と線（1958年、東映東京） - サラリーマン風の男
- 無法街の野郎ども（1959年、東映東京） - スプートニクの譲次
- キクとイサム（1959年、松竹） - 清二郎
- 水戸黄門 天下の副将軍（1959年、東映京都） - 人足
- 鹿島灘の女（1959年、東映東京） - 万兵衛
- 人間の条件シリーズ（松竹）
  - 第三部望郷篇・第四部戦雲篇（1959年） - 乾上等兵
  - 完結篇（1961年） - 匹田一等兵
- 丹下左膳 妖刀濡れ燕（1960年、東映京都） - 二宮金五郎 ※大友柳太朗版
- 二発目は地獄行きだぜ（1960年、東映東京） - 偽警官
- 秘密（1960年、東映東京） - 藤本
- 多羅尾伴内 七つの顔の男だぜ（1960年、東映東京） - 野沢庄平
- 安寿と厨子王丸（1961年、東映動画） - 船頭・宮崎の甚八[3]
- 若者たちの夜と昼（1962年、東映東京） - 宮下
- ぶらりぶらぶら物語（1962年、東京映画） - 刑事
- 七人の刑事（1963年、松竹） - 金本
- 天国と地獄（1963年、東宝） -  魚市場の事務員 役、声のアテレコは熊倉一雄が担当
- 月影忍法帖 二十一の眼（1963年、東映京都） - 三次
- ミスター・ジャイアンツ 勝利の旗（1964年、東宝） - 島道記者
- 悪の紋章（1964年、東宝） - ヤクザ・花井和夫
- 背後の人（1965年、松竹） - 松島達也
- 霧の旗（1965年、松竹） - 久岡
- おれについてこい!（1965年、東宝） - 世話係の戸井田
- 新・鞍馬天狗 五條坂の決闘（1965年、大映） - 黒姫の吉兵衛 ※市川雷蔵版